# ATP Challenger Travemünde
Der ATP Challenger Travemünde (offiziell: Travemünde Challenger) war ein Tennisturnier, das von 1981 bis 1988 jährlich bis auf 1985 in Travemünde, einem Stadtteil von Lübeck in Schleswig-Holstein, stattfand. Es gehörte zur ATP Challenger Tour und wurde im Freien auf Sand gespielt.

## Liste der Sieger

### Einzel
| Jahr | Sieger            | Finalgegner        | Ergebnis          |
| ---- | ----------------- | ------------------ | ----------------- |
| 1988 | Conny Falk        | Wojciech Kowalski  | 7:6, 6:3          |
| 1987 | Ronnie Båthman    | Massimo Cierro     | 6:4, 3:6, 6:4     |
| 1986 | Alex Stepanek     | Carl Limberger     | 6:2, 6:0          |
| 1985 | nicht ausgetragen | nicht ausgetragen  | nicht ausgetragen |
| 1984 | Wadim Borissow    | Alejandro Ganzábal | 7:5, 7:5          |
| 1983 | Michael Westphal  | Rolf Gehring       | 7:5, 6:2          |
| 1982 | Dominique Bedel   | Wolfgang Popp      | 6:4, 6:4          |
| 1981 | Ulrich Pinner     | Peter Elter        | 6:4, 4:6, 6:3     |

### Doppel
| Jahr | Sieger                           | Finalgegner                          | Ergebnis          |
| ---- | -------------------------------- | ------------------------------------ | ----------------- |
| 1988 | Igor Flego Mark Koevermans       | Brett Dickinson Jean-Marc Piacentile | 6:4, 6:7, 6:3     |
| 1987 | Alexander Mronz Karsten Saniter  | Niclas Kroon Mats Oleen              | 6:7, 7:6, 6:4     |
| 1986 | Jim Pugh Desmond Tyson           | Jesús Colás Henri de Wet             | 4:6, 6:3, 6:4     |
| 1985 | nicht ausgetragen                | nicht ausgetragen                    | nicht ausgetragen |
| 1984 | Johan Carlsson Peter Svensson    | Igor Flego Shahar Perkiss            | 5:7, 6:4, 6:2     |
| 1983 | Mike Myburg Christo van Rensburg | Harald Theissen Michael Westphal     | 7:5, 6:3          |
| 1982 | Wolfgang Popp Roland Stadler     | Brad Guan Warren Maher               | 6:4, 6:2          |
| 1981 | Brad Guan Wayne Hampson          | Bruce Derlin David Mustard           | 6:3, 6:4          |